# Librazione

L'animazione mostra una serie di vedute simulate della Luna su un periodo di un mese

In astronomia, il termine librazione (derivato dal latino libra, bilancia) descrive un movimento apparente della Luna relativo alla Terra, che può essere comparato col movimento di due piatti di una bilancia rispetto al punto di equilibrio.
Anche se il periodo di rotazione della Luna attorno al suo asse è uguale a quello di rivoluzione attorno alla Terra, le librazioni permettono a un osservatore terrestre di vedere delle porzioni di superficie lunare leggermente differenti ogni volta. Queste variazioni sono causate dal fatto che la Luna ruota intorno al proprio asse con ritmo costante ma gira intorno alla Terra con ritmo variabile, trovandosi in un'orbita ellittica e muovendosi più velocemente quando è più vicina alla Terra e più lentamente quando ne è più lontana. L'effetto finale è che, invece della metà, solo il 41% della superficie lunare è sempre visibile, un altro 41% è sempre nascosto, e un ulteriore 18% oscilla tra la porzione di superficie visibile e quella nascosta portando al 59% la superficie della Luna visibile in totale nel corso di un intero ciclo di librazione.

## Tipi di librazione
La librazione lunare è conseguente a tre cambiamenti di prospettiva, dovuti a: un'orbita inclinata e non circolare, la dimensione finita della Terra e l'orientazione della Luna nello spazio. Il primo caso è chiamato "librazione ottica", il secondo "parallasse" e il terzo "librazione fisica". Ognuno di questi casi può essere suddiviso in due contributi.
Ne risultano i seguenti casi:
- Librazione ottica. La combinazione della librazione latitudinale e longitudinale produce un movimento e un'oscillazione tra le parti temporaneamente visibili della Luna durante un'orbita lunare. Questo non va confuso con l'apparente variazione del diametro angolare causato dalla variazione della distanza lunare nel corso dell'orbita ellittica della Luna, né con il cambiamento dell'angolo di posizione dovuto alla variazione dell'inclinazione dell'asse terrestre durante un'orbita lunare.[2]
  - la librazione in latitudine è la conseguenza del fatto che l'asse di rotazione della Luna è leggermente inclinato (circa 6,7°) rispetto alla perpendicolare al piano della sua orbita. Questo effetto è analogo a come l'inclinazione dell'asse della Terra genera le stagioni.   La scoperta della librazione latitudinale è in genere attribuita a Galileo Galilei nel 1632,[3] anche se Thomas Harriot o William Gilbert potrebbero averla fatta in precedenza.[4] La superficie lunare coinvolta può raggiungere 6°50' in ampiezza.[5] 6,7º dipendono dall'inclinazione dell'orbita di 5,15º e dall'inclinazione equatoriale di 1,54º. La librazione latitudinale consente a un osservatore terrestre di vedere aree al di là del polo nord o sud della Luna durante le varie fasi dell'orbita lunare.[2]

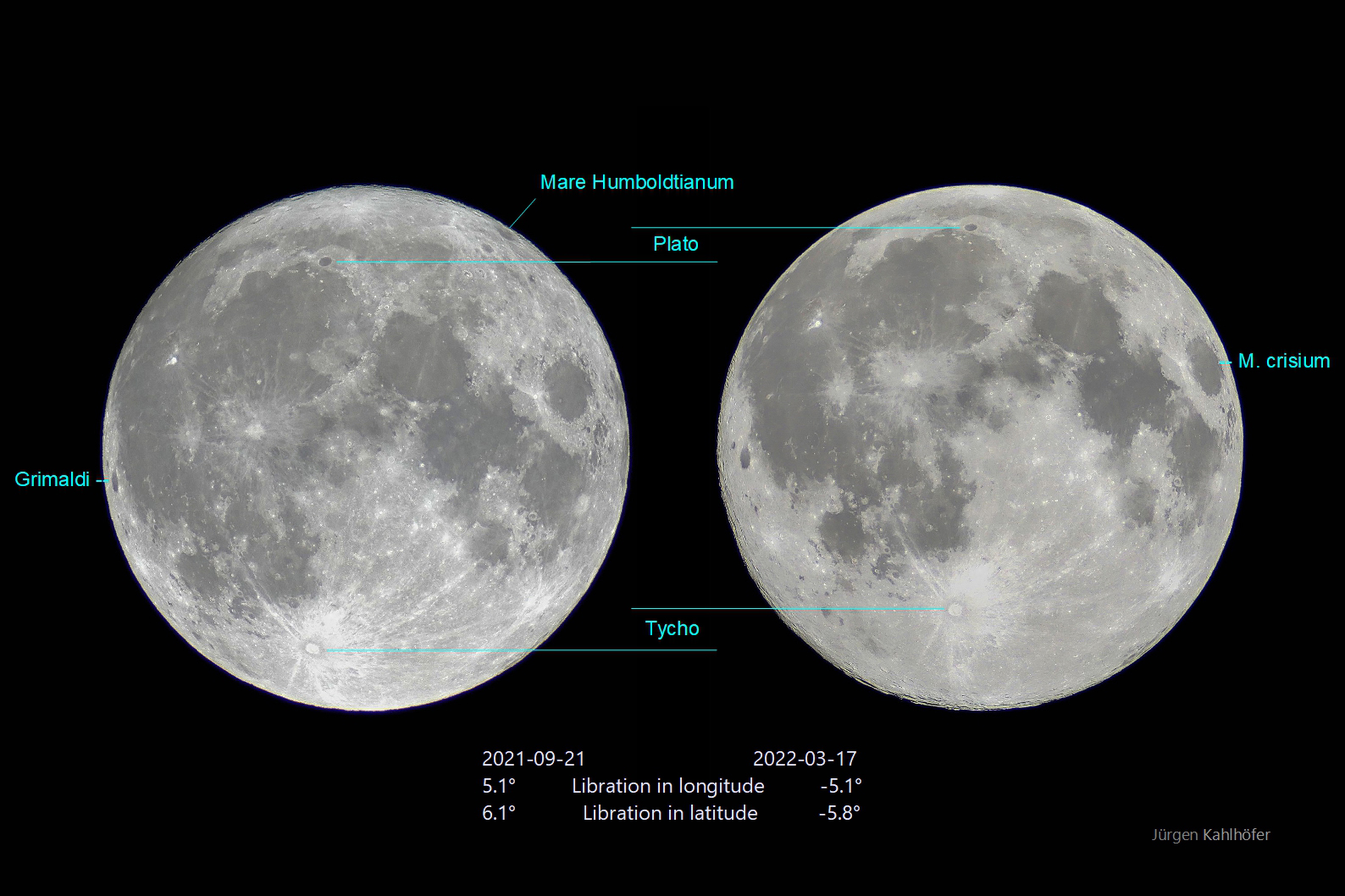
La luna piena con librazioni opposte

  - La luna piena con librazioni opposteLa librazione in longitudine deriva dalla lieve eccentricità dell'orbita della Luna attorno alla Terra, il che comporta che la rotazione della Luna si trovi leggermente più avanti o più indietro di come dovrebbe essere rispetto alla posizione nella sua orbita. La librazione di longitudine fu scoperta da Johannes Hevelius nel 1648.[3] Può raggiungere 7°54′ in ampiezza.[5] La librazione longitudinale permette ad osservatore terrestre di vedere una maggior superficie nella parte est e ovest della Luna durante le differenti fasi lunari.[2] La superficie lunare coinvolta è di 7°30'.
- La librazione di parallasse è collegata alla variazione di latitudine e longitudine di un osservatore terrestre.
  - La librazione diurna è la piccola librazione giornaliera collegata alla rotazione terrestre. Poiché la Terra ruota su se stessa, un osservatore guarderà la Luna da angolazioni leggermente differenti nel corso del giorno. La superficie lunare coinvolta è di circa 1°, corrispondente alla misura della parallasse lunare (0,95°).[5]
- La librazione fisica è l'oscillazione dell'orientazione nello spazio relativa all'uniformità di rotazione e precessione. Ci sono librazioni fisiche attorno a ognuno dei tre assi. Le dimensioni sono di 100 secondi di arco. Visto dalla Terra questo corrisponde a meno di un secondo di arco. Le librazioni forzate possono essere predette in base all'orbita e alla forma della Luna; anche i periodi di librazione fisica libera possono essere predetti, ma non la loro ampiezza e le fasi.